# Claus Biegert
Claus Biegert (* 1947 in Murnau am Staffelsee) ist ein deutscher Journalist und Autor, der vor allem durch Veröffentlichungen über seine Recherchen bei Indianern in den USA und in Kanada bekannt wurde.

## Leben und Wirken
Claus Biegert absolvierte eine Ausbildung zum Redakteur an der Münchner Abendzeitung und arbeitet seit 1971 als Journalist. Als er von Auseinandersetzungen von Indianern mit der Polizei in den USA hörte, produzierte er vor Ort eine Radiosendung über das Leben der Irokesen. Seine weitere Arbeit führte ihn mehrfach nach Nordamerika, wo er insbesondere die Bedrohung der indigenen Völker durch nukleare Technologien, den Abbau von Uran, Tests von Atomwaffen und die Lagerung von Atommüll erlebte und darüber berichtete.
Claus Biegert initiierte 1992 die Weltkonferenz World Uranium Hearing in Salzburg und gründete im Ergebnis dieser Konferenz zusammen mit Christa Lubberger und Franz Moll den Nuclear-Free Future Award, der seit 1998 jährlich an verschiedenen Orten der Welt vergeben wird. 2003 veranstaltete er im Rahmen des Tollwood-Festivals ein Benefizkonzert für den Nuclear-Free Future Award, auf dem unter anderem die Folk-Musiker Arlo Guthrie, John Sheahan und Barney McKenna auftraten, sowie der der Blues-Gitarrist Hans Theessink und Peter Gordon als Saxophonist.
Biegert verfasste neben seinen Arbeiten über indianische Völker weitere Schriften zu Umweltthemen sowie Manuskripte für Radiosendungen und Fernsehdokumentationen, bei denen er auch Regie führte. Er schreibt für die populärwissenschaftliche Zeitschrift natur und die Zeitschrift Oya. Er unterrichtete bis 2008 an der Deutschen Journalistenschule in München und gehört dem Beirat der Gesellschaft für bedrohte Völker an.
2010 erhielt er den Nachhaltigkeitspreis der Neumarkter Lammsbräu in der Kategorie Medienvertreter und 2013 den Leopold-Kohr-Ehrenpreis und die Tauriska-Medaille. 2024 ehrte ihn das International Uranium Film Festival für sein Lebenswerk.
Claus Biegert war bis 2012 Mitarbeiter des Bayerischen Rundfunks (Bayern 2). Er lebt in Uffing am Staffelsee.

## Schriften
- mit Diethard Wies: Kinder sind kein Eigentum. Piper, München 1973, ISBN 3-492-00347-8.
- Seit zweihundert Jahren ohne Verfassung. USA: Indianer im Widerstand. Rowohlt, Reinbek bei Hamburg 1983, ISBN 3-499-14056-X.
- (Hrsg.): Indianerschulen. Rowohlt, Reinbek bei Hamburg 1983, ISBN 3-499-17278-X.
- mit Rainer Wittenborn: Der große Fluss ertrinkt im Wasser. James Bay, Reise in einen sterbenden Teil der Erde. Rowohlt, Reinbek bei Hamburg 1985, ISBN 3-498-00479-4.
- (Hrsg.): Indianische Welten: der Erde eine Stimme geben. Texte von Indianern aus Nordamerika. Rowohlt, Reinbek bei Hamburg 1992, ISBN 3-499-15219-3.
- mit Elke Stolhofer (Hrsg.): Der Tod, der aus der Erde kommt. Zeugnisse nuklearer Zerstörung, Ureinwohner der Erde beim World Uranium Hearing. Pustet, Salzburg, München 1993, ISBN 3-7025-0307-2.
- (Bearb.): Die Wunden der Freiheit. Lamuv, Göttingen 1994, ISBN 3-88977-368-0.
- mit Carl-Ludwig Reichert (Hrsg.): Nur Stämme werden überleben / Vine Deloria (Originaltitel: We Talk – You Listen.) Aus dem amerikanischen Englisch übersetzt von der Arbeitsgruppe für Nordamerikanische Indianer und Ursula Wolf. Lamuv, Göttingen 1995, ISBN 3-88977-427-X.
- (Hrsg.): Der Montag, der die Welt veränderte. Lesebuch des Atomzeitalters. Rowohlt, Reinbek bei Hamburg 1996, ISBN 3-499-13939-1.
- mit Hans Peter Thiel, Udo Kruse-Schulz: Blauer Wirbelwind und Rote Wolke. Saatkorn, Lüneburg 2000, ISBN 3-8150-1150-7.
- mit Georg Gaupp-Berghausen (Hrsg.): Vom Wesen des Wassers. Frederking und Thaler, München 2006, ISBN 3-89405-658-4.
- (Hrsg.): Uranatlas. Daten und Fakten über den Rohstoff des Atomzeitalters. München/Berlin 2019, DNB 1210313790.

## Filme und Fernsehdokumentationen
- 2001: Los Alamos und die Erben der Bombe (International: The Secret and the Sacred: Two Worlds at Los Alamos), Koproduktion: DenkMal-Film, ARTE und Hessischer Rundfunk, Drehbuch und Regie: Claus Biegert
- 2003: Die Donnervogelfrau (International: The Thunderbird Woman), Koproduktion: DenkMal-Film, ARTE und Bayerischer Rundfunk, Regie: Bertram Verhaag und Claus Biegert[4]
- 2013:  Leonard Peltier: I am the Indian Voice (englisch und deutsch), Produktion: biegert-film, Buch und Regie: Claus Biegert
- 2014: Exit 16 – Onondaga Nation Territory (englisch), Produktion: biegert-film, Buch und Regie: Claus Biegert
- 2020: Vom Sinn des Ganzen. Das Netz des Physikers Hans-Peter Dürr. Buch und Regie: Claus Biegert. AbsolutMedien, Berlin 2021, ISBN 978-3-8488-4079-3.